# Кунг-Фу (телесеріал)
«Кунг-фу» (англ. Kung Fu) — американський бойово-пригодницький серіал, який  вийшов в ефір на каналі The CW в телевізійному сезоні 2020–21.
Ця версія — сучасна адаптація оригінальної версії «Кунг-фу» та третього телевізійного серіалу після «Кунг-фу: Легенда», її виробляє телекомпанія Warner Bros. Television з виконавчими продюсерами Крістіною М. Кім (творець оновленої версії), Ед Спілман (творець оригінальної серії), Грег Берланті, Ханел Калпеппер, Мартін Геро та Сара Шехтер.
Прем'єра телесеріалу відбулась 7 квітня 2021 року. 3 травня 2021 телесеріал було продовжено на другий сезон. Прем'єра другого сезону відбулась 9 березня 2022 року. 22 березня 2022 року телесеріал було продовжено на третій сезон. Прем'єра третього сезону відбулась 5 жовтня 2022 року. 11 травня 2023 року телесеріал було закрито після третього сезону.

## Сюжет
Все відбувається в наші дні, слідує за молодою жінкою з Китаю та Америки, особисті проблеми якої змусили залишити коледж та здійснити життєву подорож до ізольованого монастиря в Китаї. Повернувшись до Америки, вона починає використовувати свої навички бойових мистецтв та цінності Шаоліна для захисту своєї громади, коли її рідне місто Сан-Франциско зазнає тяжких злочинів та корупції, якими керує Тріада, займаючись своєю родиною та шукаючи вбивцю який убив її наставника Шаоліна і зараз націлений на неї.

## Список епізодів
| Сезон | Сезон | Епізоди | Дата показу    | Дата показу    |
| Сезон | Сезон | Епізоди | Прем'єра       | Фінал          |
| ----- | ----- | ------- | -------------- | -------------- |
|       | 1     | 13      | 7 квітня 2021  | 21 липня 2021  |
|       | 2     | 13      | 9 березня 2022 | 15 червня 2022 |
|       | 3     | 13      | 5 жовтня 2022  | 8 березня 2023 |

## Актори та персонажі
- Олівія Ліан — Нікі Чен, закінчила навчання в коледжі та аутсайдер своєї сім'ї, яка є експертом бойових мистецтв, яку вона використовує для припинення зростаючої кримінальної проблеми.
- Ці Ма — Джин Чен, батько Нікі, власник ресторану, засмучений рішенням своєї дочки, в той же час зберігаючи таємниці, які можуть зруйнувати їхню установу через владу Тріади на місцеву громаду.
- Кен Хуа Тан — Мей-Лі Чен, матері Нікі, допомагала своєму чоловікові в ресторанному бізнесі і не надто задоволена Нікі, і, як і її чоловік, зберігає таємниці, які можуть загрожувати сім'ї.
- Джон Прасіда — Раяна Чена, відсторонений брат Нікі, який є студентом медичного коледжу. * Шеннон Данг — Алтія Чен, старшої сестри Нікі, яка знову займається планами ідеального весілля та життя. * Гевін Стенхаус — Евана Хартлі, успішний помічник окружного прокурора, який досі відчуває почуття до Нікі.
- Гвендолін Йео — Жилан, загадкова жінка з глибокими злочинними зв'язками та загадковою зв'язком із монастирем Шаолін. Вона відповідальна за вбивство наставника Нікі і вважає Нікі противником, і ціллю.

## Виробництво

### Розробка
У вересні 2017 року повідомлялося, що Грег Берланті та Венді Мерікл розробляли перезавантаження серіалу для каналу Fox. У листопаді 2019 року було оголошено, що перезавантаження переїхало до The CW — яка є домівкою для більшості шоу Arrowverse, всі що виробляються Берланті — і буде написане Крістіною М. Кім та Мартіном Геро. Серіал отримала пілотне замовлення мережею. 12 травня 2020 року було оголошено, що канал надав Кунг-фу замовлення на перший сезон того ж дня було опубліковано плакат із зображеннями Олівія Ліан в соціальних мережах.

### Кастинг
У січні та лютому 2020 року «Дедлайн» повідомляє про перезавантаження перезавантаження разом з Ці Ма і Кенг Хуа Таном в ролях Джин Чен і Мей-Лі, Джон Прасіда в ролі Раяна Чена, Шеннон Данг в ролі Алтея Чен, Едді Лю — Генрі Чу та Олівія Ліан в ролі Нікі.
У березні 2020 року Гевін Стенхаус та Гвендолін Йео були відібрані на ролі Евана Хартлі та Жилан.

### Зйомки
Зйомки першого сезону планується розпочати 26 жовтня 2020 року, а завершити 20 квітня 2021 року